# Gauliga Sachsen 1942/43
Die Gauliga Sachsen 1942/43 war die zehnte Spielzeit der Gauliga Sachsen im Fußball. Die Meisterschaft sicherte sich der Dresdner SC mit elf Punkten Vorsprung auf die Mannschaft des Planitzer SC. Der Dresdner SC qualifizierte sich für die Endrunde um die deutsche Meisterschaft und sicherte sich die Meisterschaft. Die Abstiegsränge belegten die SG Ordnungspolizei Chemnitz und Sportlust Zittau. Aus den 1. Klassen stiegen die SG Zwickau und TuRa 1899 Leipzig auf.

## Abschlusstabelle
| Pl. | Verein                      | Sp. | S  | U | N  | Tore    | Quote | Punkte |
| --- | --------------------------- | --- | -- | - | -- | ------- | ----- | ------ |
| 1.  | Dresdner SC                 | 18  | 18 | 0 | 0  | 136:140 | 9,71  | 36:0   |
| 2.  | Planitzer SC (M)            | 18  | 10 | 5 | 3  | 084:200 | 4,20  | 25:11  |
| 3.  | BC Hartha (N)               | 18  | 10 | 3 | 5  | 045:360 | 1,25  | 23:13  |
| 4.  | Chemnitzer BC               | 18  | 9  | 3 | 6  | 042:440 | 0,95  | 21:15  |
| 5.  | SV Fortuna Leipzig          | 18  | 6  | 5 | 7  | 040:590 | 0,68  | 17:19  |
| 6.  | Riesaer SV                  | 18  | 7  | 3 | 8  | 038:710 | 0,54  | 17:19  |
| 7.  | VfB Leipzig                 | 18  | 5  | 5 | 8  | 053:440 | 1,20  | 15:21  |
| 8.  | Döbelner SC                 | 18  | 5  | 4 | 9  | 035:560 | 0,63  | 14:22  |
| 9.  | SG Ordnungspolizei Chemnitz | 18  | 4  | 2 | 12 | 039:660 | 0,59  | 10:26  |
| 10. | Sportlust Zittau (N)        | 18  | 1  | 0 | 17 | 021:123 | 0,17  | 02:34  |

| (M) | Titelverteidiger              |
| (N) | Aufsteiger aus den 1. Klassen |

## Aufstiegsrunde
Qualifiziert waren die Sieger der vier Bezirksklassen.
Kreuztabelle
| 1942/43           | TuRa Leipzig | ZWI | POS | Guts Muts Dresden |
| ----------------- | ------------ | --- | --- | ----------------- |
| TuRa Leipzig      |              | 4:1 | 2:4 | 4:1               |
| SG Zwickau        | 2:2          |     | 6:1 | 1:1               |
| Post-SG Chemnitz  | 1:4          | 2:1 |     | 4:3               |
| Guts Muts Dresden | 5:3          | 1:2 | 5:3 |                   |

Abschlusstabelle
| Pl. | Verein                                       | Sp. | S | U | N | Tore    | Quote | Punkte |
| --- | -------------------------------------------- | --- | - | - | - | ------- | ----- | ------ |
| 1.  | TuRa Leipzig (Sieger 1. Klasse Leipzig)      | 6   | 3 | 1 | 2 | 019:140 | 1,36  | 07:50  |
| 2.  | SG Zwickau (Sieger 1. Klasse Plauen-Zwickau) | 6   | 2 | 2 | 2 | 013:110 | 1,18  | 06:60  |
| 3.  | Post-SG Chemnitz (Sieger 1. Klasse Chemnitz) | 6   | 3 | 0 | 3 | 015:210 | 0,71  | 06:60  |
| 4.  | Guts Muts Dresden (Sieger 1. Klasse Dresden) | 6   | 2 | 1 | 3 | 016:170 | 0,94  | 05:70  |